# Gwiazdy polskiej muzyki lat 80. (album Daabu)
Gwiazdy polskiej muzyki lat 80. – album kompilacyjny Daabu wydany w 2007 roku jako dodatek do gazety. Zawiera 14 przebojów z lat 80. Płyta pochodzi z kolekcji „Dziennika” i jest piątą częścią cyklu „Gwiazdy polskiej muzyki lat 80.”.

## Spis utworów
Źródło:.
1. „Ogrodu serce” – 5:37
2. „Kalejdoskop moich dróg” – 3:02
3. „Do plasticka” – 4:46
4. „Serce jak ogień” – 6:33
5. „Przed nami wielka przestrzeń” – 5:05
6. „Fryzjer na plaży” – 3:53
7. „Nie wolno nie ufać” – 4:36
8. „Fala ludzkich serc” – 4:57
9. „Wieczny pielgrzym” – 5:22
10. „Słowo ciałem się stało” – 6:52
11. „Podzielono świat” 6:05
12. „Po trzykroć pytam” – 3:34
13. „Moje paranoje” – 3:25
14. „W zakamarkach naszych dusz” – 4:25